# Hambruna finlandesa de 1866-1868

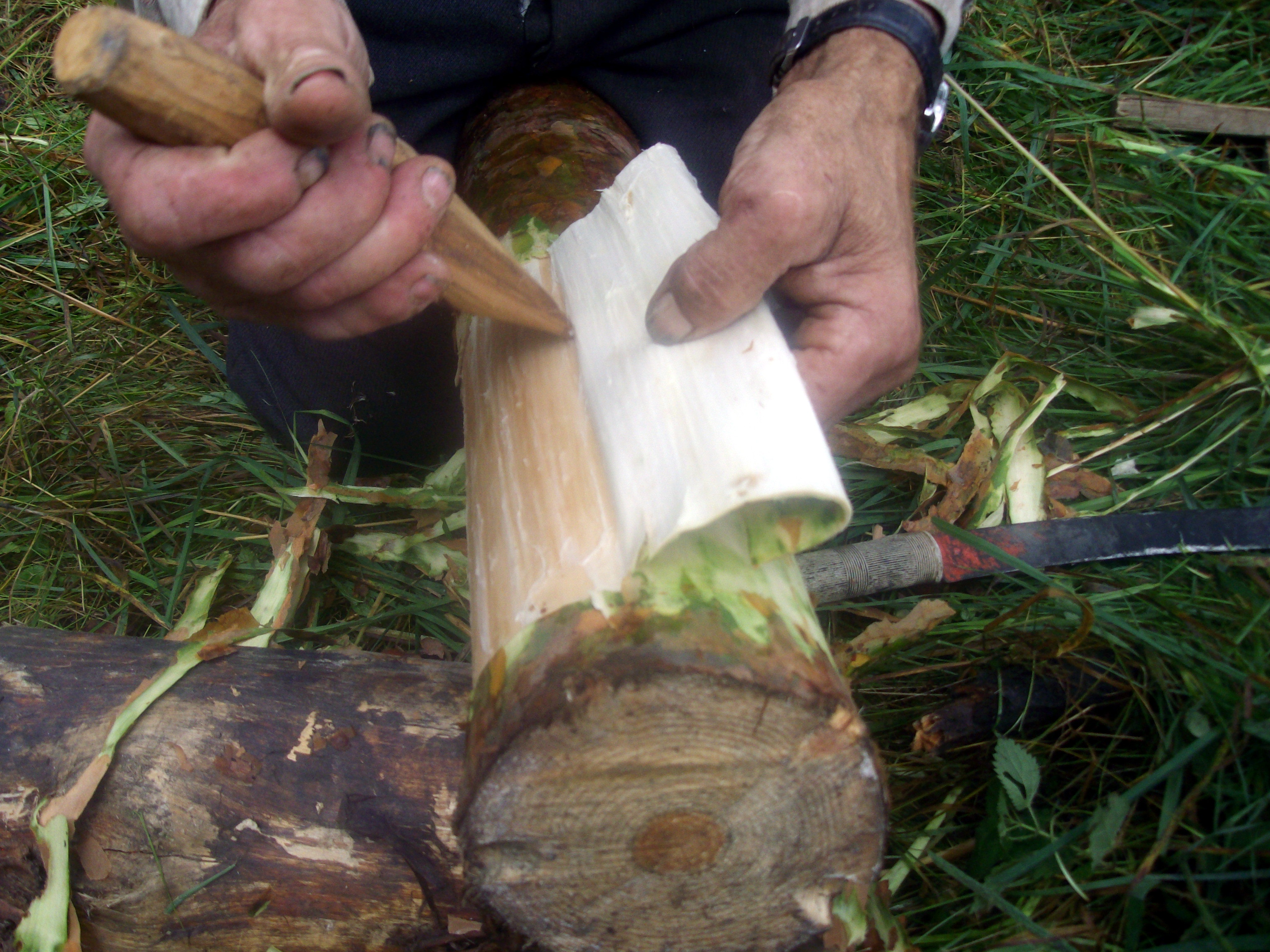
La corteza de pino sirvió como alimento para la hambruna en Finlandia, más recientemente, durante y después de la guerra civil de 1918.

La Hambruna finlandesa de 1866-1868 fue la última hambruna en Finlandia por entonces parte del Imperio ruso, y (junto con la posterior hambruna sueca de 1867-1869) la última gran hambruna de origen natural en Europa. 
En Finlandia la hambruna se conoce como "los grandes años del hambre", o suuret nälkävuodet. Alrededor del 8,5% de toda la población murió de hambre; en las zonas más afectadas hasta el 20%. El número total de muertos fue de 270 000 en tres años, unos 150 000 por encima de la mortalidad normal. Las zonas más afectadas fueron Satakunta, Tavastia, Ostrobotnia y Carelia del Norte.

## Causas
Algunas partes del país habían sufrido malas cosechas en años anteriores, sobre todo en 1862. El verano de 1866 fue extremadamente lluvioso, y los cultivos básicos fracasaron ampliamente: las patatas y las  hortalizas de raíz alimenticia se pudrieron en los campos, y las condiciones para la siembra de grano en otoño fueron desfavorables. Cuando los alimentos almacenados se agotaron, miles de personas salieron a los caminos a mendigar. El invierno siguiente fue duro, y la primavera se retrasó. En Helsinki, la temperatura media en mayo de 1867 fue de +1,8 °C (35,2 °F), aproximadamente 8 °C (14 °F) por debajo de la media de muchos años y, con mucho, el mayo más frío en el registro meteorológico de Helsinki desde que se iniciaron las observaciones en 1829. En muchos lugares, los lagos y ríos permanecieron congelados hasta junio.   
Después de un prometedor verano cálido, las temperaturas heladas de principios de septiembre arrasaron los cultivos; como resultado, la cosecha fue aproximadamente la mitad de la media.   En el otoño de 1867, la gente moría por miles.

## Acciones
El gobierno del Gran Ducado de Finlandia estaba mal equipado para manejar una crisis de tal magnitud.   No había dinero disponible para importar alimentos de los mercados centroeuropeos, ampliamente monopolizados, y el gobierno tardó en reconocer la gravedad de la situación. El ministro de finanzas Johan Vilhelm Snellman, en particular, no quería pedir préstamos, para no debilitar la recién introducida moneda finlandesa, el marco finlandés, debido a los altos tipos de interés.   Cuando a finales de 1867 se pidió dinero prestado a Banco Rothschild de Fráncfort, la crisis ya era total y los precios del grano habían subido en Europa.   Además, era difícil transportar la poca ayuda que se podía reunir en un país con malas comunicaciones. Se pusieron en marcha una serie de proyectos de obras públicas de emergencia, entre los que destaca la construcción de la línea ferroviaria de Riihimäki a San Petersburgo .

## Secuelas
El clima volvió a la normalidad en 1868, y la cosecha de ese año fue algo mejor que la media, sin embargo, las  enfermedades contagiosas que se habían propagado el año anterior se cobraron muchas vidas más.
Se pusieron en marcha programas para aumentar la diversidad de la agricultura finlandesa, y la rápida mejora de las comunicaciones hizo menos probable que se repitiera una hambruna de este tipo.
En general, los finlandeses de la época consideraban la hambruna como un caso fortuito. Pocos esperaban que el Gran Duque de Finlandia o la corona pudieran hacer mucho más, y la culpa se dirigía principalmente a los funcionarios locales. Todavía no se había desarrollado un movimiento político significativo de la clase trabajadora que pudiera haber sacado provecho político de la crisis. La población urbana era escasa, y para la gente del campo la primera prioridad era reanudar la vida normal. En resumen, la hambruna no amenazó el orden social, pero su recuerdo proyectó una larga sombra.
A causa de la hambruna, muchos Finlandeses de Murmansk emigraron al Murmansk